# Jüdischer Friedhof Sulzburg

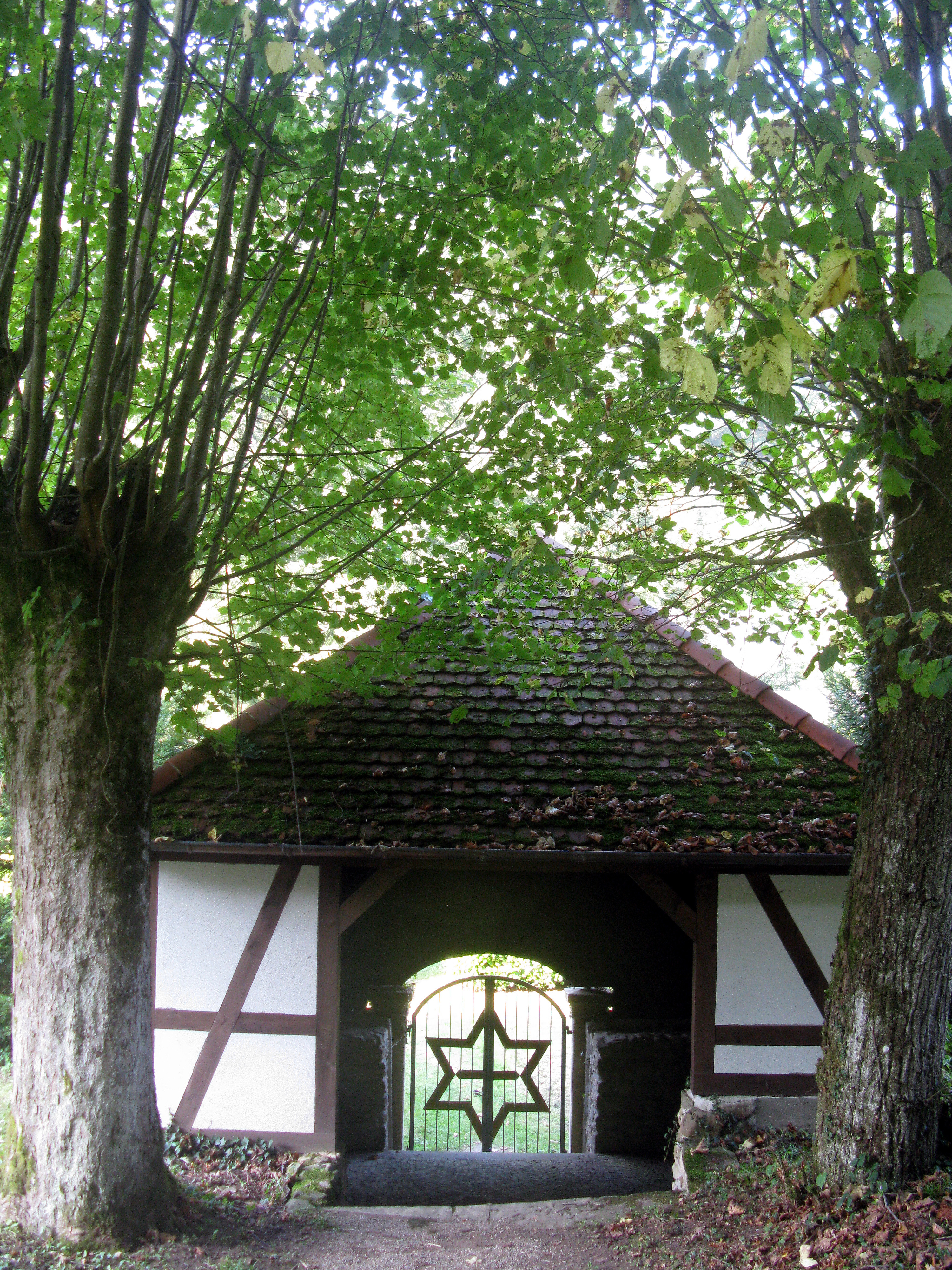
Eingangstor von innen

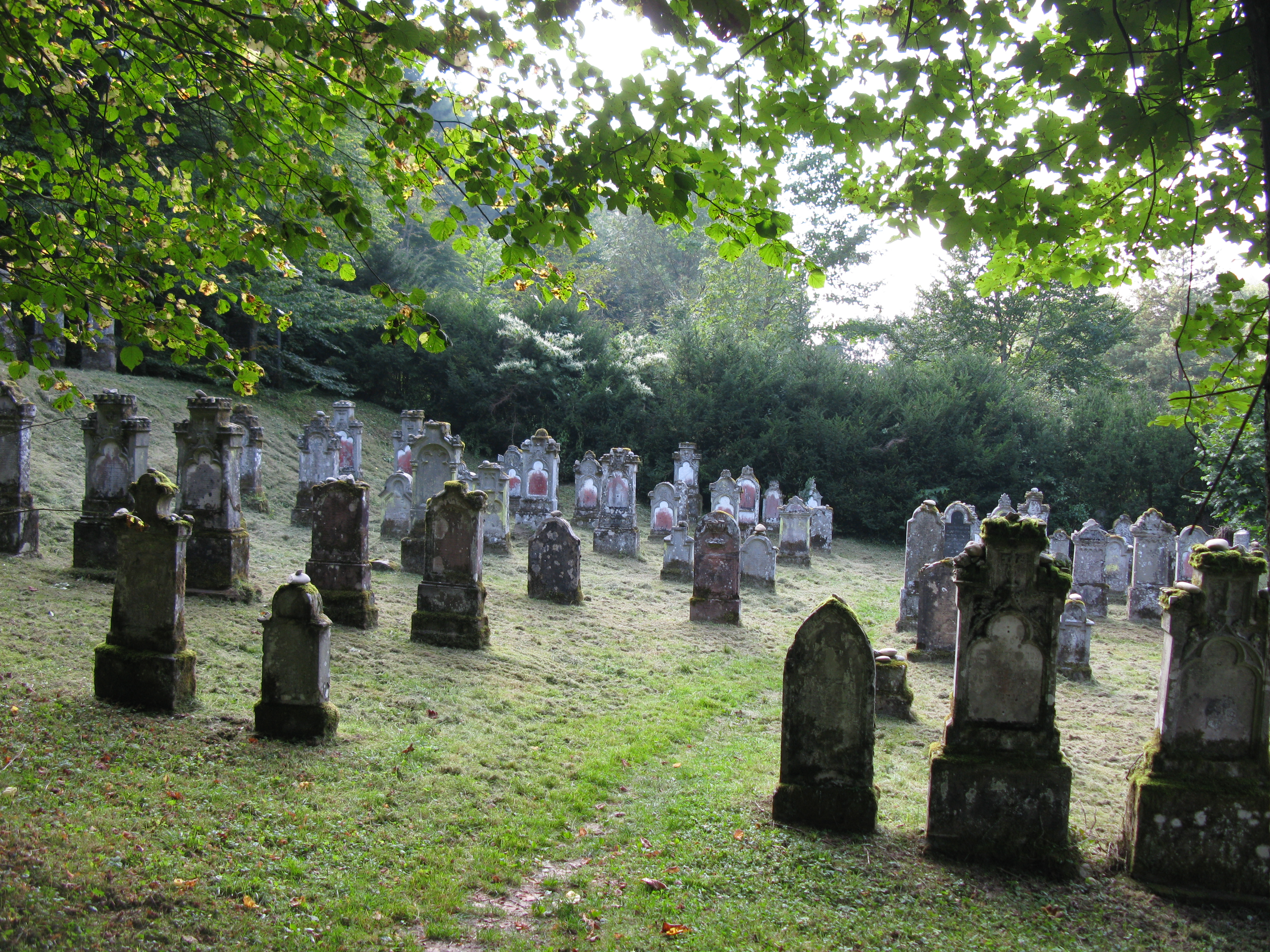
Grabsteine auf dem Friedhof

Der Jüdische Friedhof Sulzburg in Sulzburg, im Landkreis Breisgau-Hochschwarzwald in Baden-Württemberg, ist ein geschütztes Kulturdenkmal.

## Geschichte
Bereits im 16. Jahrhundert ist die Anlage eines jüdischen Friedhofs in Sulzburg belegt, der noch im Jahr 1643 auf einem Kupferstich von Matthäus Merian zu sehen ist. Nach der Ansiedlung einer jüdischen Gemeinde im 16. Jahrhundert wurden ab 1577 im badischen Oberland keine neuen Schutzbriefe ausgestellt. Die Sulzburger Juden mussten die Stadt in der Folge verlassen. Erst 1716 erhielten einige jüdische Familien erneut die Erlaubnis, sich in Sulzburg anzusiedeln. Daraufhin wurde unweit des alten jüdischen Friedhofs ein zweiter jüdischer Friedhof errichtet, der heute noch besteht.
Auf dem Anfang des 18. Jahrhunderts angelegten Friedhof wurden sowohl Juden aus Sulzburg als auch aus der weiteren Umgebung beigesetzt. Der älteste Grabstein, der heute noch sichtbar ist, stammt aus dem Jahr 1731. Die letzte Bestattung fand im Jahr 1938 statt. Insgesamt lassen sich heute noch 462 Grabstätten dokumentieren. Da auf dem Friedhof heute nicht mehr bestattet wird, gilt er als verwaist.
1970 wurde ein Erinnerungs- und Mahnmal für die Opfer der Verfolgungszeit 1933 bis 1945 errichtet mit der Inschrift: „Den Opfern der Judenverfolgung von 1933–1945 gewidmet und dem Gedenken der Juden von Sulzburg und Staufen, die schutzlos preisgegeben den Tod für ihren Glauben erlitten. Errichtet zum dreißigsten Jahrestag der Auslöschung ihrer altehrwürdigen frommen Gemeinde – 1970“.